# آیلا ارسلانجان
آیلا ارسلانجان (انگلیسی: Ayla Arslancan; ۱۶ آوریل ۱۹۳۶ – ۲۹ مارس ۲۰۱۵) بازیگر اهل ترکیه بود.